# Cetatea Almașului
Cetatea Almașului de lângă satul Almașu, Sălaj, a fost construită între anii 1247-1278, ca una dintre cele mai vechi și mai puternice cetăți medievale din Transilvania.
Cetatea este amintită prima dată în anul 1370, când regele Ludovic cel Mare o donează magistrului Bebek György și fiilor acestuia Imre și Detre, respectiv nepoților György, László și Ferenc. De-a lungul secolelor XV și XVI cetatea a fost supusă unor asedii rezultate din conflictele dintre nobilimea din Transilvania și regele Ungariei. În timpul Războiului de 15 ani, generalul Basta a asediat cetatea și a oferit apărătorilor ei libertatea în schimbul predării cetății, dar soldații lui Basta au măcelărit în cele din urmă locuitorii cetății.
Între 1545-1546 cetatea a aparținut domnului Moldovei Petru Rareș.
Căzută în ruine, cetatea fost refăcută abia în 1627, de către familia nobiliară Csaky, dar în 1662 a fost din nou asediată și distrusă.
În 1658 cetatea a suferit ultimul mare asediu și a fost ocupată de tătarii care veneau din direcția Clujului și mergeau spre Poarta Meseșană. Asediatorii au înrobit localnicii și au incendiat cetatea, de data aceasta rămânând în ruină.
Ruinelele rămase sunt înscrise în Lista monumentelor istorice 2004 din Județul Sălaj la nr. crt. 324, cod LMI SJ-II-a-A-05009 ca Cetatea Almașului (ruine) sec. XIII; ref. 1627.
Ruinele cetății Almașului de la Almașu, aflate la 1500 m de sat, sunt înscrise și în Repertoriul Arheologic Național, purtând codul RAN 139991.03. 